# Haisha-san, Atattemasu!
Haisha-san, Atattemasu! (歯医者さん、あタってます！?) también conocida como Excuse Me Dentist, It's Touching Me!, es una serie de manga japonés escrito e ilustrado por Sho Yamazaki. Comenzó a serializarse en la revista en línea Shōnen Jump+ de Shūeisha desde el 16 de mayo de 2020, con sus capítulos recopilados en siete volúmenes tankōbon hasta el momento.

## Argumento
La serie se centra en Takuma Kurosumi, el miembro de un grupo yakuza que se enamora de la dentista Tomori Shirayuki durante una cita bajo la creencia de que Tomori es una mujer; en realidad, es un travesti de un grupo yakuza rival.

## Producción
En 2019, Sho Yamazaki publicó un one-shot en la aplicación móvil gratuita y el sitio web Shōnen Jump+ el 5 de octubre. En el momento de su lanzamiento, el one-shot ganó el primer lugar en una tendencia de Twitter, superando los 2,6 millones de visitas y convirtiéndose en el trabajo one-shot más visto de Shōnen Jump+ en la historia. Debido a la popularidad del one-shot, Yamazaki decidió adaptarlo como una serialización completa en Shōnen Jump+.

## Publicación
Haisha-san, Atattemasu! es escrito e ilustrado por Sho Yamazaki. Comenzó su serialización en la revista en línea Shōnen Jump+ de Shūeisha el 16 de mayo de 2020. Shūeisha recopila sus capítulos individuales en volúmenes tankōbon. El primer volumen se publicó el 2 de octubre de 2020, y hasta el momento se han lanzado siete volúmenes.
La serie se lanzó desde el 28 de agosto de 2020 también en inglés simultáneamente con su lanzamiento en japonés a través del servicio Manga Plus de Shūeisha.
| Volúmenes de manga publicados | Volúmenes de manga publicados | Volúmenes de manga publicados |
| Número                        | Fecha de publicación          | ISBN                          |
| ----------------------------- | ----------------------------- | ----------------------------- |
| 1                             | 2 de octubre de 2020          | ISBN 978-4-08-882460-4        |
| 2                             | 4 de febrero de 2021          | ISBN 978-4-08-882571-7        |
| 3                             | 2 de julio de 2021            | ISBN 978-4-08-882667-7        |
| 4                             | 4 de noviembre de 2021        | ISBN 978-4-08-882802-2        |
| 5                             | 4 de marzo de 2022            | ISBN 978-4-08-883041-4        |
| 6                             | 4 de julio de 2022            | ISBN 978-4-08-883155-8        |
| 7                             | 2 de diciembre de 2022        | ISBN 978-4-08-883358-3        |

## Recepción
A partir de febrero de 2021, Haisha-san, Atattemasu! tuvo más de 3 millones de visitas en la plataforma Shōnen Jump+. A julio de 2021, el manga tenía más de 100 000 copias en circulación.